# Robison Wells
Robison Wells (* 4. April 1978) ist ein amerikanischer Schriftsteller und Blogger.

## Leben
Robison Wells, der Bruder von dem Autor Dan Wells, begann im College mit dem Schreiben und Lesen. Er schloss 2013 an der University of Utah ein Studium in Politikwissenschaften mit dem Schwerpunkt Internationalen Beziehungen, mit dem Nebenfach Geschichte ab, und erwarb 2009 ein MBA in Marketing an der Brigham Young Universität. Robison Wells wohnt mit seiner Frau und drei Kindern in Holladay.

## Karriere
Robison Wells begann mit dem Schreiben als Teil einer Autorengruppe mit Dan Wells und Brandon Sanderson.
Im April 2010 wurde bekannt, dass Wells mit dem Verlag HarperTeen einen 3-Buch-Deal für junge Erwachsene unterzeichnet hatte. Der erste Roman Du kannst keinem Trauen ist ein Science-Fiction-Roman für junge Erwachsene, der in einem Internat in New Mexico spielt. Es hat eine Fortsetzung, Ihr seid Nicht Allein. Robison Wells drittes Buch mit HarperTeen, Blackout, wurde im Publisher’s Marketplace als erstes einer Reihe angekündigt, die zwei Romane und eine Novelle umfasst, und wurde im Herbst 2013 veröffentlicht. Die Fortsetzung Dead Zone wurde ein Jahr später veröffentlicht. Robison Wells neuestes Buch trägt den Titel Dark Energy.
Wells veröffentlichte auch einen Indie-Roman, Airships of Camelot. Es war das Produkt einer erfolgreichen Kampagne auf Kickstarter.com. Es wird als „alternative Geschichte, Steampunk, alter Westen, King Arthur“ beschrieben.
Im Jahr 2019 veröffentlichte Wells gemeinsam mit James Patterson einen Roman mit dem Titel The Warning. Das Buch war ein Bestseller der New York Times.
Seit 2020 hat Wells seinen Fokus vom Schreiben von Romanen auf die Pflege einer beliebten Wargame-Hobby-Website, The Wargame Explorer, verlagert. Er hat angegeben, dass er an einer Abhandlung über seine Erfahrungen mit psychischen Erkrankungen arbeitet, die jedoch nicht unter Vertrag steht.

## Kritik
Du kannst keinem Trauen wurde mit viel Beifall der Kritiker veröffentlicht und erhielt Sterne-Rezensionen von Publishers Weekly und VOYA. Es erhielt auch positive Kritiken von Booklist und Kirkus. Publishers Weekly kürte Du kannst keinem Trauen auch zu einem ihrer besten Bücher des Jahres 2011.
Ihr seid nicht Allein hat gemischte Kritiken erhalten. Kirkus bezeichnete es als „eine fesselnde Lektüre, die Fans des ersten Buches nicht im Stich lässt“, während Booklist sagte: „Die klaustrophobische Enge des ersten Buches wird hier durch eine lose Reihe von Drohungen ersetzt, die sich nie zu etwas Wertvollem verfestigen gegen die Wurzeln schlagen.“
The Warning war fünf Wochen lang ein Bestseller der New York Times.

## Psychische Erkrankungen
Wells leidet an mehreren psychischen Erkrankungen, darunter Zwangsstörungen und Schizophrenie, und ist ein ausgesprochener Fürsprecher für Menschen mit psychischen Erkrankungen. Im Jahr 2014 hat Wells, zusammen mit Brandon Sanderson und Dan Wells, Altered Perceptions herausgegeben, ein Sammelband von Aufsätzen von beliebten YA-Autoren über ihre Kämpfe mit psychischen Erkrankungen. Er hat auch an der Anthologie Life Inside My Mind über psychische Erkrankungen mit einem Aufsatz namens „Twenty Pills“ beigetragen. Er schreibt und spricht ausführlich über diese Themen.
Nach einem Überschlagunfall im Mai 2021, bei dem er eine schwere Gehirnerschütterung erlitt, hat Wells offen über seine Erfahrungen mit Trauerberatung und -therapie gesprochen, um Schuldgefühle aufzuarbeiten.

## Bibliographie
- On Second Thought (2004)
- Wake Me When It’s Over (2005)
- The Counterfeit (2006)
- Du kannst keinem Trauen (2011)
- Ihr seid nicht allein (2012)
- Going Dark (2013)
- Blackout (2013)
- Dead Zone (2014)
- Altered Perceptions (2015)
- Airships of Camelot (2015)
- Dark Energy (March 2016)
- Life Inside My Mind (2018)
- The Warning (2019) mit James Patterson
- 21 Pills (2021)